# Kuusiluoto (ö i Kymmenedalen, Kotka-Fredrikshamn, lat 60,50, long 27,50)
Kuusiluoto är en ö i Finland.   Den ligger i kommunen Vederlax i den ekonomiska regionen  Kotka-Fredrikshamn  och landskapet Kymmenedalen, i den södra delen av landet, 140 km öster om huvudstaden Helsingfors.